# 서태지밴드 콘서트투어 '콰이어트나이트'
"서태지밴드 콘서트투어 '콰이어트나이트'"는 대한민국에서 제작된 서태지 감독의 2015년 공연실황 영화이다. 서태지 등이 주연으로 출연하였다.

## 출연

### 주연
- 서태지

### 조연
- 탑
- 강준형
- 닥스킴
- 최현진